# Ундула
Ундула (Мундала) — река в России, протекает в Уржумском районе Кировской области. Устье реки находится в 9,2 км по правому берегу реки Кильмезь. Длина реки составляет 14 км, площадь водосборного бассейна 57,8 км².
Исток реки в лесном массиве в 37 км к юго-востоку от Уржума и в 30 км к северо-западу от посёлка Кильмезь. Река течёт на юг по ненаселённому лесному массиву. Приток — река Красная (левый). Впадает в Кильмезь у деревни Травянистое (Пиляндышевское сельское поселение).

## Данные водного реестра
По данным государственного водного реестра России относится к Камскому бассейновому округу, водохозяйственный участок реки — Вятка от водомерного поста посёлка городского типа Аркуль до города Вятские Поляны, речной подбассейн реки — Вятка. Речной бассейн реки — Кама.
По данным геоинформационной системы водохозяйственного районирования территории РФ, подготовленной Федеральным агентством водных ресурсов:
- Код водного объекта в государственном водном реестре — 10010300512111100039931
- Код по гидрологической изученности (ГИ) — 111103993
- Код бассейна — 10.01.03.005
- Номер тома по ГИ — 11
- Выпуск по ГИ — 1